# Atemantrieb
Atemantrieb ist ein Begriff aus der Physiologie und beschreibt die für die Belüftung der Lungen notwendigen Nervenimpulse. Der Atemantrieb wird im Gehirn durch Neuronen des sogenannten Atemzentrums im verlängerten Mark (Medulla oblongata) gesteuert und dient vorrangig der  Regulierung der im Blut gelösten Gase Sauerstoff (O2) und Kohlendioxid (CO2). Bei einem verstärkten Atemantrieb wird das Atemminutenvolumen gesteigert, indem die Atemzüge häufiger und tiefer werden, also die Atemfrequenz erhöht und das Atemzugvolumen vergrößert wird. Durch die stärkere Lungenbelüftung wird ein besserer Gasaustausch zwischen Atemluft und Blut über die Wand der Lungenbläschen ermöglicht und so erreicht, dass mehr CO2 abgegeben und mehr O2 aufgenommen werden kann.

## Regelmechanismus
Zu einem physiologisch erhöhten Atemantrieb kommt es, wenn der physikalisch im Blut gelöste Anteil von Sauerstoff absinkt (erniedrigter O2-Partialdruck) oder der gelöste Anteil von Kohlendioxid ansteigt (erhöhter CO2-Partialdruck) oder das Blut saurer wird (erniedrigter pH-Wert). Der Säuregrad als Konzentration von Wasserstoffionen (H+) und die Konzentrationen der Atemgase im arteriellen Blut des Körperkreislaufs werden kontinuierlich überwacht. Hierfür gibt es am Aortenbogen und an der Gabelung der beiden Halsschlagadern spezialisierte Zellen, die mit kleinen Blutgefäßen und Nervenendigungen eine knäuelförmige Struktur bilden, Glomus (Plural: Glomera) genannt. Diese Rezeptorzellen registrieren Veränderungen des Partialdrucks sowohl von Sauerstoff (pO2) wie auch von Kohlendioxid (pCO2) sowie des Säuregrades (pH-Wert) als chemische Reize. Sie sind somit Chemorezeptoren und heißen Glomuszellen oder Hauptzellen der Glomusorgane, deren Strukturen lateinisch als Glomus caroticum beziehungsweise Glomera aortica bezeichnet werden.
Die Glomuszellen stehen in synaptischem Kontakt mit Nervenfasern des Nervus vagus (am Aortenbogen) und des Nervus glossopharyngeus (an den Halsschlagadern), die Signale zum sogenannten Atemzentrum in der Medulla oblongata leiten. Dort liegen die Neuronengruppen von Regulationszentren, die zum Beispiel den Atemrhythmus und die Atemtiefe bestimmen. Sie nehmen Einfluss auf die sogenannten respiratorischen Motoneurone, deren Impulse über efferente Nervenfasern zur Atemmuskulatur geleitet werden. Damit können chemische Atemreize über einen erhöhten Atemantrieb mit einer verstärkten Atemtätigkeit beantwortet werden.
Für eine stark erhöhte Atemtätigkeit müssen mitunter alle für das Einatmen (inspiratorisch) oder für das Ausatmen (exspiratorisch) wirksamen Atemmuskeln im Wechsel aktiviert werden. Neben den eigentlichen Atemmuskeln – dem Zwerchfell als wichtigstem Muskel des Einatmens und den jeweils inspiratorisch oder exspiratorisch wirkenden Zwischenrippenmuskeln (Interkostalmuskeln) – kommen dann zusätzliche den Brustkorb verändernde Muskeln als Atemhilfsmuskulatur zum Einsatz.
Andere lebenswichtige Abläufe werden dem Rhythmus der Atmung angepasst und über medullare Neuronengruppen weiterer Regulationszentren darauf abgestimmt, so zum Beispiel auch die Herztätigkeit und damit Blutdruck und Blutstrom für den Transport der Atemgase im Kreislauf.

## Chemosensoren
Die arteriellen Chemosensoren sind Rezeptorzellen, die auf Änderungen des Sauerstoffpartialdrucks (pO2) und der Wasserstoffionenkonzentration (pH) des umgebenden Blutes ansprechen. Der Kohlendioxidgehaltes des Blutes wird in den Glomuszellen nicht direkt, sondern mittelbar über pH-Wert-Veränderungen erfasst. Das über die Zellmembran ins Cytosol diffundierte Kohlendioxid reagiert, katalysiert durch die Carboanhydrase, mit Wasser zu Hydrogencarbonat und Wasserstoffionen, deren intrazelluläre Konzentrationsänderung dann den Reiz darstellt.
Außer den peripheren Chemosensoren in den Glomera aortica und carotica gibt es zentrale Sensoren in der Medulla oblongata, die keinen direkten Kontakt mit Blut haben, sondern mit Liquor. Kohlendioxid diffundiert über die Blut-Hirn-Schranke in diese Rezeptorzellen und wird ähnlich wie in den peripheren Glomuszellen zu Hydrogencarbonat und Wasserstoffionen umgesetzt. Diese zentralen Chemosensoren reagieren besonders auf einen CO2 -Anstieg (und pH-Abfall) im Liquor, weniger sensitiv auf den Blut-pH-Wert und kaum auf O2-Partialdruckänderungen. Damit unterscheiden sich peripher vermittelter und zentraler Atemantrieb auch qualitativ.

## Signaltransduktion
Die Transduktion des Reizes in ein Signal der Chemosensoren beinhaltet eine Blockade solcher Kaliumkanäle, die an der Aufrechterhaltung des Ruhemembranpotentials beteiligt sind. Eine Blockade dieser Ionenkanäle in der Zellmembran wird durch einen erniedrigten O2-Partialdruck und durch eine erhöhte Wasserstoffionenkonzentration (pH-Abfall bzw. pCO2-Anstieg) bewirkt. Damit kann das zelluläre Ruhemembranpotential nicht mehr aufrechterhalten werden. Die Folge ist eine Änderung des Membranpotentials beziehungsweise die Depolarisation der Zelle, wodurch sich spannungsabhängige Calciumkanäle öffnen. Die durch den Einstrom erhöhte Konzentration von Calciumionen führt zu einer verstärkten synaptischen Aktivität. Die gebildeten Nervenimpulse des zugeordneten afferenten Neurons werden über dessen Nervenfaser weitergeleitet an die medullaren Neuronen der Regulationszentren.

## Komponenten des Atemantriebs
Der Atemantrieb wird primär über den CO2-Partialdruck reguliert. Bereits geringfügige Änderungen des CO2-Partialdrucks werden mit entsprechend veränderter Atmung beantwortet. Schon bei einem Partialdruck, der den Normalwert im arteriellen Blut nur gering übersteigt, kommt es zu einer erheblichen Steigerung des Atemminutenvolumens; sinkt der Partialdruck wieder, so wird auch die Atemtätigkeit wieder verringert. Eine vermehrtes Abatmen von Kohlendioxid bedeutet eine Senkung des Kohlendioxidgehalts im Blut und damit unmittelbar auch eine Änderung seines pH-Wertes. Daher spielt die Atmung auch eine Rolle bei der Regulation des Blut-pH-Wertes, der physiologisch im engen Bereich von 7,36 bis 7,44 gehalten wird. Durch forcierte Atmung im Sinne einer Hyperventilation kann eine (respiratorische) Alkalose entstehen. Umgekehrt kann eine aufgetretene (metabolische) Azidose über eine gesteigerte Atmung kurzfristig normalisiert werden. Langfristig wird der pH-Wert über eine veränderte Ausscheidung im Urin durch die Nieren reguliert.
Bei einem sehr niedrigen O2-Partialdruck wird dieser Parameter zunehmend bedeutsamer für den Atemantrieb, insbesondere bei schweren respiratorischen Störungen, wie Emphysem- oder Ödembildung in der Lunge. Das liegt daran, dass chronisch erhöhte CO2-Gehalte im Blut zu einer Gewöhnung (Adaptation) der Chemosensoren an diesen Reiz führen. Die Atemantwort fällt dann deutlich schwächer aus als im akuten Stadium. Um ausreichend Sauerstoff aufnehmen zu können, wird die Atemtätigkeit stärker an den O2-Partialdruck gekoppelt.
Problematisch wird diese Adaptation, wenn Patienten mit chronisch erhöhtem CO2-Partialdruck und gleichzeitig niedrigem O2-Partialdruck beispielsweise über eine Nasensonde zu viel Sauerstoff bekommen. Dadurch kann der Atemantrieb sogar nahezu ausfallen und mit dem in Folge stark erhöhten CO2-Partialdruck fällt dann der pH-Wert steil ab. In schweren Fällen einer respiratorischen Insuffizienz, etwa bei einer COPD im Endstadium, ist eine Intubation und intensivmedizinische Behandlung nötig.

## Störungen
Störungen in der Lunge können bei der Belüftung (Ventilation), der Durchblutung (Perfusion) oder dem Gasaustausch (Diffusion) auftreten. Bei Veränderungen des Lungengewebes mit erschwerter Diffusion (z. B. Pneumonie, Lungenödem) tritt zunächst ein Sauerstoffmangel auf (Hypoxämie). Erst bei deutlich verminderter Belüftung (Hypoventilation) kommt es darüber hinaus zu einem Anstieg des CO2-Partialdrucks (Hyperkapnie). Grund dafür ist der im Vergleich zu O2 ungefähr zwanzigmal höhere Diffusionskoeffizient für CO2. Eine Störung des CO2-Austauschs tritt daher in der Regel später ein. Während Patienten mit reiner Hypoxämie von einer (mäßigen) Sauerstoff-Gabe profitieren, benötigen Patienten mit einer Hyperkapnie in der Regel eine ventilatorische Unterstützung (nicht-invasive oder invasive mechanische Beatmung).
Bei Patienten, die wegen Lungenerkrankungen wie z. B. COPD mit einem dauerhaft erhöhten Kohlendioxidgehalt des Blutes leben, kommt es zur Adaptation, sodass die Atmung kaum mehr über einen Anstieg des Kohlendioxidgehaltes angetrieben wird, sondern wesentlich über ein Absinken des Sauerstoffgehaltes im Blut beziehungsweise eine Hypoxämie. Bei solchen Patienten kann daher bei Atemnot die unkontrollierte Zufuhr von medizinischem Sauerstoff zu einer Abnahme des Atemantriebs bis hin zum Atemstillstand führen.
Beim Schwimmbad-Blackout führt ein erniedrigter Kohlendioxidgehalt im Blut zur Abnahme des Atemantriebes, obwohl bereits ein kritisch niedriger Sauerstoffgehalt vorliegt.